# ASB Classic 2023
L'ASB Classic 2023 è stato un torneo di tennis giocato all'aperto sul cemento. È stata la 38ª edizione del torneo femminile, facente parte della categoria WTA 250 nell'ambito del WTA Tour 2023 e la 65ª edizione del torneo maschile, facente parte della categoria ATP Tour 250 nell'ambito dell'ATP Tour 2023. Entrambi i tornei si sono giocati all' ASB Tennis Centre di Auckland, in Nuova Zelanda, quello femminile dal 2 al 8 gennaio e quello maschile dal 9 al 15 gennaio. L'evento è stato il primo dal 2020, dopo un'assenza di due anni dopo l'annullamento delle edizioni 2021 e 2022 a causa della pandemia di COVID-19.

## Partecipanti ATP

### Teste di serie
| Nazionalità | Giocatore           | Ranking* | Testa di serie |
| ----------- | ------------------- | -------- | -------------- |
| Norvegia    | Casper Ruud         | 3        | 1              |
| Regno Unito | Cameron Norrie      | 14       | 2              |
| Argentina   | Diego Schwartzman   | 25       | 3              |
| Argentina   | Francisco Cerúndolo | 30       | 4              |
| Kazakistan  | Aleksandr Bublik    | 37       | 5              |
| Stati Uniti | John Isner          | 41       | 6              |
| Argentina   | Sebastián Báez      | 43       | 7              |
| Francia     | Adrian Mannarino    | 46       | 8              |

* Ranking al 2 gennaio 2023.

### Altri partecipanti
I seguenti giocatori hanno ricevuto una wildcard per il tabellone principale:
- Ugo Humbert
- Kiranpal Pannu
- Ben Shelton

I seguenti giocatori sono passati dalle qualificazioni:

- Thiago Monteiro
- Grégoire Barrère
- Christopher Eubanks
- Jiří Lehečka

I seguenti giocatori sono entrati in tabellone come lucky loser: 
- Federico Coria
- João Sousa

### Ritiri
Prima del torneo
- Holger Rune → sostituito da  Jeffrey John Wolf
- Pedro Martínez → sostituito da  Federico Coria
- Francisco Cerúndolo → sostituito da  João Sousa

## Partecipanti ATP doppio

### Teste di serie
| Nazione     | Giocatore         | Nazione       | Giocatore        | Rank* | Testa di serie |
| ----------- | ----------------- | ------------- | ---------------- | ----- | -------------- |
| Croazia     | Nikola Mektić     | Croazia       | Mate Pavić       | 13    | 1              |
| Spagna      | Marcel Granollers | Argentina     | Horacio Zeballos | 31    | 2              |
| Italia      | Simone Bolelli    | Italia        | Fabio Fognini    | 44    | 3              |
| Regno Unito | Jamie Murray      | Nuova Zelanda | Michael Venus    | 52    | 4              |

* Ranking al 2 gennaio 2023.

### Altri partecipanti
I seguenti giocatori hanno ricevuto una wildcard per il tabellone principale:
- Alex Lawson /  Artem Sitak
- Ajeet Rai /  Finn Reynolds

La seguente coppia di giocatori è entrata in tabellone usando il ranking protetto:
- Jérémy Chardy /  Fabrice Martin

La seguente coppia di giocatori è entrata in tabellone come alternate:
- Sebastián Báez /  Luis David Martínez

### Ritiri
Prima del torneo
- Rajeev Ram /  Joe Salisbury → sostituiti da  Aleksandr Bublik /  John-Patrick Smith
- Pedro Martínez /  Jaume Munar → sostituiti da  Sebastián Báez /  Luis David Martínez

## Partecipanti WTA

### Teste di serie
| Nazionalità | Giocatrice             | Ranking* | Testa di serie |
| ----------- | ---------------------- | -------- | -------------- |
| Stati Uniti | Cori Gauff             | 7        | 1              |
| Stati Uniti | Sloane Stephens        | 37       | 2              |
| Canada      | Leylah Annie Fernandez | 40       | 3              |
| Stati Uniti | Bernarda Pera          | 44       | 4              |
| Cina        | Wang Xiyu              | 50       | 5              |
| Stati Uniti | Madison Brengle        | 57       | 6              |
| Montenegro  | Danka Kovinić          | 60       | 7              |
| Canada      | Rebecca Marino         | 63       | 8              |

* Ranking al 26 dicembre 2022.

### Altre partecipanti
Le seguenti giocatrici hanno ricevuto una wildcard per il tabellone principale:
- Brenda Fruhvirtová
- Sofia Kenin
- Erin Routliffe
- Venus Williams

La seguente giocatrice è entrata in tabellone con il ranking protetto:
- Karolína Muchová

Le seguenti giocatrici sono passate dalle qualificazioni:

- Ysaline Bonaventure
- Viktória Kužmová
- Elena-Gabriela Ruse
- Rebeka Masarova
- Nao Hibino
- Katie Volynets

## Partecipanti WTA doppio
| Nazione     | Giocatore         | Nazione       | Giocatore       | Rank* | Testa di serie |
| ----------- | ----------------- | ------------- | --------------- | ----- | -------------- |
| Stati Uniti | Caroline Dolehide | Nuova Zelanda | Erin Routliffe  | 63    | 1              |
| Giappone    | Eri Hozumi        | Slovenia      | Tamara Zidanšek | 84    | 2              |
| Giappone    | Miyu Katō         | Indonesia     | Aldila Sutjiadi | 96    | 3              |
| Stati Uniti | Sophie Chang      | Stati Uniti   | Angela Kulikov  | 121   | 4              |

* Ranking al 26 dicembre 2022.

### Altri partecipanti
Le seguinti giocatrici hanno ricevuto una wildcard per il tabellone principale:
- Leylah Annie Fernandez /  Bethanie Mattek-Sands
- Paige Hourigan /  Sachia Vickery

### Ritiri
Prima del torneo
- Monique Adamczak /  Rosalie van der Hoek → sostituite da  Monique Adamczak /  Alexandra Osborne
- Wang Xiyu /  Zhu Lin → sostituite da  Elisabetta Cocciaretto /  Wang Xinyu

## Punti
| Evento              | V   | F   | SF  | QF | 2T | 1T   | Q    | Q3   | Q2   | Q1   |
| Singolare maschile  | 250 | 150 | 90  | 45 | 20 | 0    | 12   | 6    | 0    | N.D. |
| Doppio maschile     | 250 | 150 | 90  | 45 | 0  | N.D. | N.D. | N.D. | N.D. | N.D. |
| Singolare femminile | 280 | 180 | 110 | 60 | 30 | 1    | 18   | 14   | 10   | 1    |
| Doppio femminile    | 280 | 180 | 110 | 60 | 1  | N.D. | N.D. | N.D. | N.D. | N.D. |

## Montepremi
| Evento              | V       | F       | SF      | QF      | 2T     | 1T1    | Q3     | Q2     | Q1   |
| Singolare maschile  | $89,435 | $47,105 | $25,515 | $14,535 | $8,565 | $5,075 | $2,285 | $1,145 | N.D. |
| Doppio maschile *   | $27,170 | $14,280 | $7,740  | $4,430  | $2,590 | N.D.   | N.D.   | N.D.   | N.D. |
| Singolare femminile | $43,000 | $21,400 | $11,300 | $5,900  | $3,310 | $1,925 | $1,005 | $730   | $530 |
| Doppio femminile *  | $12,300 | $6,400  | $3,435  | $1,820  | $960   | N.D.   | N.D.   | N.D.   | N.D. |

1 Il premio in denaro delle qualificazioni è anche il premio in denaro dei sedicesimi di finaley

* per team

## Campioni

### Singolare maschile
Richard Gasquet ha sconfitto in finale  Cameron Norrie con il punteggio di 4-6, 6-4, 6-4.
- È il sedicesimo titolo in carriera per Gasquet, il primo in stagione.

### Singolare femminile
Cori Gauff ha sconfitto in finale  Rebeka Masarova con il punteggio di 6-1, 6-1.
• È il terzo titolo in carriera per Gauff, il primo in stagione.

### Doppio maschile
Nikola Mektić /  Mate Pavić hanno sconfitto in finale  Nathaniel Lammons /  Jackson Withrow con il punteggio di 6-4, 6(5)-7, [10-6].

### Doppio femminile
Miyu Katō /  Aldila Sutjiadi hanno sconfitto in finale  Leylah Annie Fernandez /  Bethanie Mattek-Sands con il punteggio di 1-6, 7-5, [10-4].